# Landwirtschafts-Simulator
Der Landwirtschafts-Simulator (kurz LS) ist eine Simulationsspielereihe des Entwicklers Giants Software aus Schlieren bei Zürich. Der erste Teil der Reihe war der Landwirtschafts-Simulator 2008. Weitere Ableger erschienen in Form des LS09 (Gold Edition), LS11 (Platin Edition), LS12 (Mobile), LS13 (Titanium Edition), LS14 (Mobile), LS15 (Gold Edition), LS16 (Mobile), LS17 (Platinum Edition), LS18 (Mobile), LS19 (Platinum Edition), (Premium Edition), LS20 (Mobile), LS22 (Season Pass erhältlich), LS23 (Nintendo Switch Edition), sowie des LS25.
Ende März 2024 wurde außerdem das Spiel Farming Simulator Kids veröffentlicht. Das Spiel stellt die Landwirtschaft in einer sehr vereinfachten Art für Kinder dar und ist für Mobilgeräte sowie die Nintendo Switch verfügbar.
Der Landwirtschafts-Simulator wurde zu einem der meistverkauften Computerspiele in Deutschland. Der aktuelle Ableger ist der LS25.

## Spielprinzip
Das Spiel bietet zwei Spielmodi: Missionen und den Karrieremodus. Das Spiel beginnt mit einer Tour, einem Tutorial, in dessen Rahmen sich der Spieler mit dem Spielprinzip, den Gerätschaften und den Tätigkeiten vertraut machen kann und erste Eindrücke gewinnt. Klar im Fokus steht der Karrieremodus, indem sich der Spieler frei entfalten kann. Außerdem gibt es die Missionen, damit man sich Geld dazu verdienen kann. Aufgaben sind zum Beispiel die Bearbeitung einer vorgegebenen Fläche mit einem landwirtschaftlichen Gerät. Dabei kann man wählen, ob man eigene Fahrzeuge nutzen will oder Geräte ausleiht, wobei man dann weniger Geld verdient.
Ziel des Karrieremodus ist es, durch die Bewirtschaftung von Feldern zu einem modernen und erfolgreichen Landwirt aufzusteigen. Anfangs beginnt der Spieler auf einem Bauernhof mit wenigen recht kleinen Maschinen, die im Spielverlauf mit dem erwirtschafteten Gewinn gegen größere Maschinen ausgetauscht werden können. Ein Wirtschaftssystem beeinflusst dabei die erzielten Preise für die Ernte. Eine Wettersimulation, Jahreszeiten und ein Tag-Nacht-Zyklus erfordern zudem ein wenig Planung, wann welche Tätigkeiten ausgeführt werden können. Die Maschinen müssen mit Kraftstoff betankt und die Geräte mit Inhalt wie z. B. Saatgut befüllt werden. Die Spielfigur hingegen muss, wie bei manchen Simulationen üblich, nicht versorgt werden.
Ab dem LS2011 sind auch Tiere wie Kühe enthalten, in dem 2013er Ableger kamen dann Schafe und Hühner hinzu, die neben der Ernte als weitere Einnahmequelle dienen. Zum LS17 gibt es auch Schweine, im 19er kamen Pferde und Hunde dazu. Seit dem LS22 können auch Bienenstöcke am Feldrand platziert werden, sodass der Ertrag gesteigert werden kann. Zusätzlich können durch die Erzeugung von Strom weitere Einnahmen erwirtschaftet werden. Hierfür stehen dem Spieler frei platzierbare Sonnenkraftwerke und Windkraftanlagen zur Verfügung. Es ist außerdem möglich, eine Biogasanlage sowie Gewächshäuser und Bienenhäuser zu betreiben. Mit der Veröffentlichung von Landwirtschafts-Simulator 15 ist auch die Forstwirtschaft im Spiel integriert, im LS 22 wurden neue Produktionsstätten hinzugefügt.
Bis einschließlich Landwirtschafts-Simulator 17 konnte man auch in jedem Spiel jeweils 100 Gegenstände auf der ersten Karte finden, um zusätzliche Belohnungen zu erhalten. Im Landwirtschafts-Simulator 2009 und 2011 waren es Glasflaschen (Belohnung: Mehr Geld zurück beim Verkauf von Maschinen) im 2013er Hufeisen (Belohnung: eine Million Euro durch einen Topf voll Gold am Ende eines Regenbogens), im 15er (falsche) Goldmünzen (Belohnung: 250000 Liter jedes Fruchttyps durch einen Wunschbrunnen), sowie Goldnuggets im 17er (Belohnung: eine Million Euro). Seit dem Landwirtschafts-Simulator 22 gibt es wieder Gegenstände zum sammeln. Das System wird im Folgenden beschrieben.
Seit dem Landwirtschafts-Simulator 22 gibt es wieder auf der Karte verteilte Gegenstände, die man finden kann. Auf den 3 Vanilla Maps sind 3 verschiedene Arten von Gegenständen versteckt: Auf der amerikanischen Karte Elmcreek sind insgesamt 100 Holzfiguren in verschiedenen Formen (Sähmaschine, Wassertank, Pferd, Schaf, Kuh, Schwein, Pflug, Mähdrescher, Anhänger, Traktor) versteckt. Pro gefundenem Gegenstand bekommt man eintausend Euro und pro vollständig gefundener Gruppe an Gegenständen bekommt man 100.000 Euro. Zusätzlich werden pro vollständig gefundener Gruppe die entsprechenden Figuren im Schaufenster von Cody’s Toy Store ausgestellt. Auf der französischen Karte Haut-Beyleron sind 20 Spielmodule zu finden (Belohnung: 50.000 Euro pro Spielmodul). Auf der Schweizer Karte Erlengrat kann man insgesamt 12 Käsedreiecke finden (Belohnung: 10.000 Euro pro Käsedreieck).

## Mehrspieler-Modus
Ab dem LS2011 ist ein Mehrspieler-Modus enthalten, jedoch gibt es keinen zentralen Server. Die Verbindungen kommen deshalb über ein Peer-to-Peer-Verfahren zustande. Um den Modus nutzen zu können, müssen die beteiligten Spieler die gleichen Spielerweiterungen haben. Anfang 2013 wurde durch eine Crowdfunding-Aktion die Umsetzung von dedizierten Windows-Servern realisiert. Allerdings gilt dieses nicht für die Nintendo-Switch-Ableger. Mit dem mobilen Ableger LS20 wurde der Mehrspieler-Modus im mobilen Bereich eingestellt. Seit dem Landwirtschafts-Simulator 22 ist plattformübergreifendes Spielen möglich.

## Spiele
Bis zum Landwirtschafts-Simulator 2013 wurde die dem Titel angehängte Jahreszahl noch komplett ausgeschrieben, seit dem Landwirtschafts-Simulator 14 wird offiziell eine auf zwei Ziffern gekürzte Jahreszahl benutzt.
| Titel                                                                     | Erscheinungsdatum                                  | Plattformen                                                     | Tierarten                                                             | Standardkarten                                                                     |
| ------------------------------------------------------------------------- | -------------------------------------------------- | --------------------------------------------------------------- | --------------------------------------------------------------------- | ---------------------------------------------------------------------------------- |
| Landwirtschafts-Simulator 2008                                            | 14. April 2008                                     | Windows                                                         | keine                                                                 | Giants Island                                                                      |
| Landwirtschafts-Simulator 2009                                            | 30. März 2009                                      | Windows                                                         | keine                                                                 | Giants Island                                                                      |
| Landwirtschafts-Simulator 2009 Gold Edition                               | 6. Januar 2010                                     | Windows                                                         | keine                                                                 | Giants Island                                                                      |
| Landwirtschafts-Simulator 2011                                            | 29. Oktober 2010                                   | Windows                                                         | Kühe                                                                  |                                                                                    |
| Landwirtschafts-Simulator 2011 Platin Edition                             | 22. September 2011                                 | Windows                                                         | Kühe                                                                  |                                                                                    |
| Landwirtschafts-Simulator 2012 3D                                         | 29. März 2012                                      | Nintendo 3DS                                                    | keine                                                                 |                                                                                    |
| Landwirtschafts-Simulator 2012                                            | September 2012 26. Juli 2012 Oktober 2012          | Android iOS Windows Metro                                       | keine                                                                 |                                                                                    |
| Landwirtschafts-Simulator 2013                                            | 25. Oktober 2012                                   | Windows, MacOS, PS3, Xbox 360                                   | Hühner, Kühe, Schafe                                                  | Hagenstedt                                                                         |
| Landwirtschafts-Simulator 2013 Titanium Edition                           | 10. Oktober 2013                                   | Windows, MacOS, PS3, Xbox 360                                   | Hühner, Kühe, Schafe                                                  | Hagenstedt, Westbridge Hills                                                       |
| Landwirtschafts-Simulator 14                                              | Mobile: 28. November 2013 Handhelds: 05. Juni 2014 | Android, iOS, Windows Phone, Nintendo 3DS, Kindle Fire, PS Vita | Kühe                                                                  |                                                                                    |
| Landwirtschafts-Simulator 15                                              | PC: 30. Oktober 2014 Konsolen: 19. Mai 2015        | Windows, MacOS, PS4, PS3, Xbox 360, Xbox One                    | Hühner, Kühe, Schafe                                                  | Bjornholm, Westbridge Hills                                                        |
| Landwirtschafts-Simulator 15 Gold Edition Gold Expansion Silver Expansion | 29. Oktober 2015                                   | Windows PS4, Xbox One PS3, Xbox 360                             | Hühner, Kühe, Schafe                                                  | Bjornholm, Westbridge, Sosnovka                                                    |
| Landwirtschafts-Simulator 16                                              | 8. Mai 2015                                        | Android, iOS, Windows Phone, Kindle Fire, PS Vita               | Kühe, Schafe                                                          |                                                                                    |
| Landwirtschafts-Simulator 17                                              | 25. Oktober 2016                                   | Windows, MacOS, PS4, Xbox One                                   | Hühner, Kühe, Schweine, Schafe                                        | Goldcrest Valley, Sosnovka                                                         |
| Landwirtschafts-Simulator 17 Platinum Edition                             | 14. November 2017                                  | Windows, MacOS, PS4, Xbox One                                   | Hühner, Kühe, Schweine, Schafe, Rinder                                | Goldcrest Valley, Sosnovka, Estancia Lapacho                                       |
| Landwirtschafts-Simulator 18                                              | 6. Juni 2017                                       | Android, iOS, Nintendo 3DS, PS Vita                             |                                                                       |                                                                                    |
| Landwirtschafts-Simulator Nintendo Switch                                 | 7. November 2017                                   | Nintendo Switch                                                 | Hühner, Kühe, Schweine, Schafe                                        | Goldcrest Valley, Sosnovka                                                         |
| Landwirtschafts-Simulator 19                                              | 20. November 2018                                  | Windows, Mac, PS4, Xbox One, Commodore 64, Stadia               | Hühner, Kühe, Schweine, Schafe, Pferde, Hunde                         | Ravenport, Felsbrunn                                                               |
| Landwirtschafts-Simulator 19 Platinum Edition                             | 22. Oktober 2019                                   | Windows, Mac, PS4, Xbox One                                     | Hühner, Kühe, Schweine, Schafe, Pferde, Hunde                         | Ravenport, Felsbrunn                                                               |
| Landwirtschafts-Simulator 19 Premium Edition                              | 12. November 2020                                  | Windows, Mac, PS4, Xbox One                                     | Hühner, Kühe, Schweine, Schafe, Pferde, Hunde                         | Ravenport, Felsbrunn, Erlengrat                                                    |
| Landwirtschafts-Simulator 20                                              | 3. Dezember 2019                                   | Android, iOS, Nintendo Switch                                   | Hühner, Kühe, Schweine, Schafe, Pferde, Hunde                         | Blue Lake Valley                                                                   |
| Landwirtschafts-Simulator 22                                              | 22. November 2021                                  | Windows, Mac, PS4, PS5, Xbox One, Xbox Series X, Stadia         | Hühner, Kühe, Schweine, Schafe, Pferde, Bienen, Hunde                 | Elmcreek, Haut-Beyleron, Erlengrat                                                 |
| Landwirtschafts-Simulator 22 Platinum Edition                             | 15. November 2022                                  | Windows, Mac, PS4, PS5, Xbox One, Xbox Series X, Stadia         | Hühner, Kühe, Schweine, Schafe, Pferde, Bienen, Hunde                 | Elmcreek, Haut-Beyleron, Erlengrat, Silverrun Forrest                              |
| Premium Expansion & Premium Edition 22                                    | 14. November 2023                                  | Windows, Mac, PS4, PS5, Xbox One, Xbox Series X, Stadia         | Hühner, Kühe, Schweine, Schafe, Pferde, Bienen, Hunde                 | Elmcreek, Haut-Beyleron, Erlengrat, Silverrun Forrest, Zielonka (Central European) |
| Landwirtschafts-Simulator 23                                              | 23. Mai 2023                                       | Android, iOS, Nintendo Switch                                   | Hühner, Kühe, Schweine, Schafe, Pferde                                | Amberstone, Neubrunn                                                               |
| Landwirtschafts-Simulator 25                                              | 12. November 2024                                  | Windows, macOs, PS5, Xbox Series X                              | Hühner, Kühe, Schweine, Schafe, Pferde, Bienen, Hunde, Büffel, Ziegen | Riverbend Springs, Hutan Pantai, Zielonka                                          |

## Modifikationen
Standardmäßig sind fast ausschließlich originale Landmaschinen und Geräte enthalten. Einige Hersteller sind zum Beispiel Deutz-Fahr, Case IH und Krone. Die fiktive Marke Lizard dient dazu, Modelle darzustellen, die aus lizenzrechtlichen Gründen nicht mit Markennamen genannt werden können. Mit Hilfe von „Mods“ lässt sich der Landwirtschafts-Simulator um neue Karten, Funktionen (z. B. Abfahrhelfer), Maschinen, Geräte und Objekte erweitern. Diese sogenannten „LS Mods“ sind im spielinternen „Modhub“ verfügbar und lassen sich dort herunterladen. Weiterhin gibt es externe Modseiten, wovon man sich die Modifikationen downloaden kann. Diese lassen sich per Drag and Drop in das Spiel einfügen. Die Moddingszene wird dabei von Giants Software teilweise unter Berücksichtigung von Giants aufgestellten Bedingungen mit einem entwicklereigenen Downloadportal, dem ModHub und einem speziellen Portal für die Entwickler, dem GIANTS Developer Network (kurz GDN), unterstützt.
Der ModHub ist für Windows/Mac sowie Xbox und PlayStation verfügbar. Der PC ModHub unterscheidet sich zu den Konsolen in der Form, das für die Konsolen keine Skripte verfügbar sind. Die Adaptionen für die mobilen Geräte und die Nintendo Switch verfügen über keine Modifikationen (Stand 3/24).
Darüber hinaus ist in manchen Ausfertigungen in der Collector’s Edition eine DVD mit Modding-Tutorials enthalten. Auf dem Community Event FarmCon wurden bereits mehrfach Workshops angeboten, die als Inhalt bestimmte Technologien für das Modding hatten. So zum Beispiel LUA-Scripting, Texturen oder die Engine. Die Vorträge stellt Giants teilweise kostenfrei als Download zur Verfügung.

## Stellung im E-Sport
Aus einem einmaligen Turnier im virtuellen Heuballenstapeln im Rahmen der Landwirtschaftsmesse Agritechnica 2017 heraus rief Spielehersteller Giants 2018 zunächst die semi-professionelle Farming Simulator Championship 2018 ins Leben, in der semi-professionelle Turniere ausgetragen wurden. 2020 entstand daraus eine eigene E-Sports-Liga. Die Farming Simulator League (FSL) wurde in ihrer zweiten Saison in mehreren Turnieren abgehalten, das Finale auf der hauseigenen Messe FarmCon. Die dritte Saison begann im November 2020, die vierte 2022 und endete im November desselben Jahres. Innerhalb einer Saison werden rund 250.000 Euro Preisgelder ausgeschüttet, davon 100.000 Euro während der Endrunde und davon 40.000 Euro an das erstplatzierte Team.
In 15 Minuten andauernden Wettkämpfen treten Teams aus je drei Spielern im Landwirtschafts-Simulator 19 gegeneinander an. Nach der Auswahl ihrer Spieler- und Teamperks messen sich die Kontrahenten darin, welches Team die meisten Strohballen produziert. Innerhalb des Teams wird dabei aufgabenteilig vorgegangen: ein Spieler drischt, der zweite stellt die Strohballen her und der dritte befördert diese in die Scheune. So werden innerhalb einer Saison mehreren Turniere und ein abschließendes Finale ausgetragen.
Der Altersdurchschnitt der Sportler lag 2022 zwischen 15 und 16 Jahren. Als Sponsoren traten unter anderem Logitech, Intel, Noblechairs und Nitrado, sowie Hersteller von Landwirtschaftsprodukten wie Trelleborg, Corteva Agriscience und Hörmann auf.